# Jaspar de Flandre
Jaspar de Flandre, ook Gaspar van Vlaanderen genoemd, was een ridder en baljuw van Vlamertinge en Elverdinge in het graafschap Vlaanderen. Hij oefende het ambt van grafelijk baljuw uit van januari 1453 tot september 1457. Hij volgde Roeland Bryde op, die al na drie maanden zijn functie neerlegde. Voor zijn baljuwschap in Vlamertinge en Elverdinge was de Flandre raadsheer en kamerling van Filips de Goede, hertog van Bourgondië.
Na zijn tijd in Vlamertinge en Elverdinge was Jaspar de Flandre van januari 1462 tot mei 1464 baljuw van Ieper, waar hij tevens raadslid was.